# Coppa dei Balcani 1970
La Coppa dei Balcani per club 1970 è stata l'ottava edizione della Coppa dei Balcani, la competizione per squadre di club della penisola balcanica e Turchia.
È stata vinta dagli albanesi del Partizani Tirana, al loro primo titolo.

## Squadre partecipanti
Tutte le nazioni partecipano con una sola rappresentante. Le 6 squadre partecipanti vengono divise in due gironi.
| Squadra          | Stagione 1969-70                                  |
| ---------------- | ------------------------------------------------- |
| Partizani Tirana | 2º in Albania                                     |
| Beroe            | 16º (ultimo) in Bulgaria. Detentore Coppa Balcani |
| Egaleo           | 10º in Grecia                                     |
| Sloboda Tuzla    | 9º in Jugoslavia                                  |
| U Craiova        | 4º in Romania                                     |
| Eskişehirspor    | 2º in Turchia                                     |

## Torneo

### Girone A
| Squadra       | Pti | G | V | N | P | GF | GS | QR    |
| ------------- | --- | - | - | - | - | -- | -- | ----- |
| Beroe         | 6   | 4 | 3 | 0 | 1 | 8  | 5  | 1.600 |
| Eskişehirspor | 4   | 4 | 2 | 0 | 2 | 5  | 5  | 1.000 |
| Egaleo        | 2   | 4 | 1 | 0 | 3 | 5  | 8  | 0.625 |

|               | Ber | Esk | Ega |
| ------------- | --- | --- | --- |
| Beroe         |     | 1-0 | 4-2 |
| Eskişehirspor | 3-1 |     | 2-0 |
| Egaleo        | 0-2 | 3-0 |     |

#### Risultati
| Egaleo 11 marzo 1970 | Egaleo | 0 – 2 | Beroe | Stadio Stavros Mavrothalassitis |

| Stara Zagora 20 maggio 1970 | Beroe | 4 – 2 | Egaleo | Stadio Beroe |

| Egaleo 3 giugno 1970                                                                 | Egaleo    | 3 – 0 | Eskişehirspor | Stadio Stavros Mavrothalassitis |
| \| \| \| \| \| Giannakopoulos 14’ Chrysostomou 54’ Lykourinos 82’ \| Marcatori \| \| |           |       |               |                                 |
|                                                                                      |           |       |               |                                 |
| Giannakopoulos 14’ Chrysostomou 54’ Lykourinos 82’                                   | Marcatori |       |               |                                 |

| Stara Zagora 7 giugno 1970 | Beroe | 1 – 0 | Eskişehirspor | Stadio Beroe |

| Eskişehir 14 giugno 1970                                               | Eskişehirspor | 3 – 1       | Beroe | Eskişehir Atatürk Stadyumu |
| \| \| \| \| \| Heper 20’, 42’ Konca 34’ \| Marcatori \| 44’ Dimitri \| |               |             |       |                            |
|                                                                        |               |             |       |                            |
| Heper 20’, 42’ Konca 34’                                               | Marcatori     | 44’ Dimitri |       |                            |

| Eskişehir 30 agosto 1970                                | Eskişehirspor | 2 – 0 referto | Egaleo | Eskişehir Atatürk Stadyumu |
| \| \| \| \| \| Şenoğlu 69’ Heper 87’ \| Marcatori \| \| |               |               |        |                            |
|                                                         |               |               |        |                            |
| Şenoğlu 69’ Heper 87’                                   | Marcatori     |               |        |                            |

### Girone B
| Squadra               | Pti | G | V | N | P | GF | GS | QR    |
| --------------------- | --- | - | - | - | - | -- | -- | ----- |
| Partizani Tirana      | 5   | 4 | 2 | 1 | 1 | 4  | 3  | 1.333 |
| Sloboda Tuzla         | 5   | 4 | 1 | 3 | 0 | 6  | 5  | 1.200 |
| Universitatea Craiova | 2   | 4 | 0 | 2 | 2 | 3  | 5  | 0.600 |

|               | Par | Slo | Uni |
| ------------- | --- | --- | --- |
| Partizani     |     | 1-2 | 1-0 |
| Sloboda       | 1-1 |     | 2-2 |
| Universitatea | 0-1 | 1-1 |     |

#### Risultati
| Tuzla 15 aprile 1970                     | Sloboda Tuzla | 1 – 1 | Partizani Tirana | Stadion Tušanj |
| \| \| \| \| \| ? \| Marcatori \| Pano \| |               |       |                  |                |
|                                          |               |       |                  |                |
| ?                                        | Marcatori     | Pano  |                  |                |

| Tirana 6 maggio 1970                    | Partizani Tirana | 1 – 0 | U Craiova | Stadiumi Dinamo |
| \| \| \| \| \| Janku \| Marcatori \| \| |                  |       |           |                 |
|                                         |                  |       |           |                 |
| Janku                                   | Marcatori        |       |           |                 |

| Craiova 27 maggio 1970                  | U Craiova | 0 – 1 | Partizani Tirana | Stadionul Central |
| \| \| \| \| \| \| Marcatori \| Janku \| |           |       |                  |                   |
|                                         |           |       |                  |                   |
|                                         | Marcatori | Janku |                  |                   |

| Tuzla 10 giugno 1970 | Sloboda Tuzla | 2 – 2 | U Craiova | Stadion Tušanj |

| Craiova 17 giugno 1970 | U Craiova | 1 – 1 | Sloboda Tuzla | Stadionul Central |

| Tirana 1 luglio 1970                     | Partizani Tirana | 1 – 2 | Sloboda Tuzla | Stadiumi Dinamo |
| \| \| \| \| \| Pano \| Marcatori \| ? \| |                  |       |               |                 |
|                                          |                  |       |               |                 |
| Pano                                     | Marcatori        | ?     |               |                 |

### Finale
Nella partita di ritorno il Beroe non si è presentato: vittoria 3–0 a tavolino per il Partizani Tirana.
| Squadra 1 | Totale | Squadra 2        | Andata | Ritorno |
| --------- | ------ | ---------------- | ------ | ------- |
| Beroe     | 1–4    | Partizani Tirana | 1–1    | 0–3     |

| Stara Zagora 9 agosto 1970 Andata        | Beroe     | 1 – 1 | Partizani Tirana | Stadio Beroe |
| \| \| \| \| \| ? \| Marcatori \| Bizi \| |           |       |                  |              |
|                                          |           |       |                  |              |
| ?                                        | Marcatori | Bizi  |                  |              |

| Tirana 16 agosto 1970 Ritorno | Partizani Tirana | 3 – 0 A tavolino. | Beroe | Stadiumi Dinamo |